# Museo Histórico y Cívico Casa Cabañas
El Museo Histórico y Cívico Casa Cabañas es un museo en Comayagua, Honduras enfocado en las vidas de varios presidentes ilustres de Honduras. El museo está ubicado en la casa histórica de José Trinidad Cabañas Fiallos que data del siglo XVIII. El museo fue abierto al público en el año 2014.
ANTECEDENTES DE LA EDIFICACIÓN 
Este museo fue abierto al público en el mes de junio de 2013 como parte del acuerdo firmado entre la Alcaldía Municipal de Comayagua y la empresa Graficentro Editores dirigida por el Dr. ed. Ramiro Colindres O. 
El edificio que lo alberga fue intervenido por la alcaldía municipal como parte del programa para el rescate del Centro Histórico de Comayagua debido a su importancia histórica en vista de haber servido de residencia al prócer nacional el General José Trinidad Cabañas Fiallos, quién también fue Presidente de Honduras(1552-1555) y por quién el museo lleva su nombre. La estructura actual conserva las paredes frontales originales del lado oeste así como algunas paredes internas. Su diseño corresponde al antiguo estilo colonial español en donde las casas techadas con teja de barro, contaban con un amplio patio interior rodeado de anchos corredores cuyos techos eran soportados por gruesos pilares de madera.
¿QUÉ OFRECE EL MUSEO?
El museo ofrece al visitante la historia de Honduras presentada de manera gráfica a través de la biografía de sus gobernantes desde la época de la Federación, iniciando con Dionisio de Herrera, hasta nuestros días.
Toda esta exhibición está dividida en tres salas: 
• Sala de la Federación “General José Francisco Morazán Quezada”. Enfatiza la historia de Honduras en el período de la Independencia y de la Federación Centroamericana con sus principales protagonistas, haciendo además un breve antecedente del período precolombino, el descubrimiento de América, la conquista y la colonización.
• Sala Republicana I “General José Trinidad Cabañas Fiallos”. Dedicada principalmente a la figura de este Soldado de la Patria, sus virtudes y su legado.
• Sala Republicana II “RamónRosa”. Muestra los gobernantes de Honduras a partir de 1880 hasta la fecha, resaltando aquellos que tuvieron mayor protagonismo en la historia de la nación.
El museo cuenta además con un video cine en el cual se exhiben diversidad de películas y documentales en temas de interés histórico y científico,tambiéncuentaconunatiendadelibrosdetextoescolaresydeliteraturanacionaleinternacionalasí como interesante y variada artesanía Lenca.
El museo tiene tres salas de exposición. La primera sala narra la vida de Dionisio de Herrera, primer presidente de Honduras; la segunda sala explica la vida del general José Trinidad Cabañas Fiallos, séptimo presidente de Honduras; y la tercera sala narra la vida de los más recientes presidentes hondureños desde 1880 como Ricardo Maduro, el 32° presidente hasta Porfirio Lobo Sosa el 34° presidente de Honduras.

## Historia y arquitectura
El inmueble donde está ubicado hoy en día el museo fue construido entre 1774 y 1875. El inmueble fue la casa particular del general José Trinidad Cabañas Fiallos. La casa tiene un diseño típico de una casa de clase alta de la época colonial española, común en muchas casas históricas comayagüenses, con un jardín en el centro con habitaciones que abren hacia el jardín.
Para el año 2000 el inmueble estaba en un proceso de deterioro severo con la estructura del techo colapsada y los muros de la casa deteriorados. En ese mismo año la Cooperación Española (agencia del Gobierno de España), junto con la Municipalidad de Comayagua, el Instituto Hondureño de Antropología e Historia y el gobierno nacional empezaron el proceso de documentación y restauración del edificio histórico. En el año 2006, el edificio fue delcarado monumento nacional por el presidente de Honduras Ricardo Maduro. En el 2009 se terminó la restauración del inmueble restaurando así su diseño original colonial.
El museo fue inaugurado el 6 de abril de 2014 por autoridades municipales y nacionales incluyendo el alcalde de Comayagua Carlos Miranda. La inversión en el museo fueron de 6.000.000 de lempiras con fondos del gobierno municipal, el Instituto Hondureño de Antropología e Historia y Graficentro Editores. Graficentro Editores aportó 1.500.000 lempiras de los 6.000.000.

## Colección
El museo tiene tres salas de exposición:
- Sala de la Federación "José Francisco Morazán Quezada": Narra la vida de José Francisco Morazán Quezada y la historia de Honduras durante la era de la independencia de España y la República Federal de Centro América
- Sala Republicana I "General José Trinidad Cabañas Fiallos": Narra la vida del general José Trinidad Cabañas Fiallos, séptimo presidente de Honduras
- Sala Republicana II "Ramón Rosa": Narra la historia de los presidentes de Honduras desde 1880.

## Entrada
El museo está abierto de lunes a domingo de 9:00 a 17:00. La entrada al museo cuesta 20 lempiras para los hondureños y 5 dólares para los extranjeros. Los niños menores de seis años de edad y los adultos mayores de 65 años de edad entran de forma gratuita.